# Hieronymus Wolf
Hieronymus Wolf (Oettingen in Bayern, 1516 – Augsburg, 1580) was een Duits humanist en filoloog. Hij legde de grondvesten voor de Duitse indeling van de Byzantijnse geschiedschrijving of historiografie.

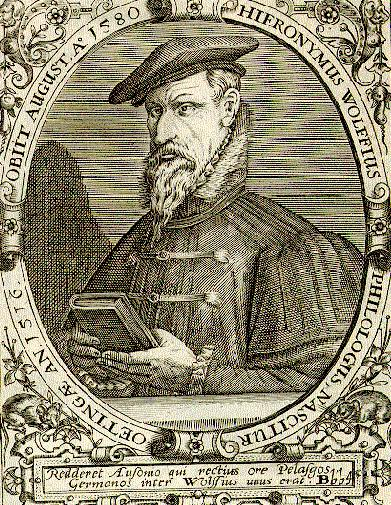
Portret van Hieronymus Wolf

## Leven en werk
Hieronymus Wolf werd geboren uit een familie van verarmde adel.  De hoogbegaafde jongen verloor zijn moeder als kind.  Ze leed waarschijnlijk aan een erfelijke geestesaandoening en leefde vele jaren in een inrichting.  Wolf liep school in Nördlingen en was vanaf zijn 14e schrijver op het slot Harburg.  Reeds op jonge leeftijd gaf hij blijk van belangstelling voor filosofie, geschiedenis en het humanisme.  Invloedrijke personen werden op zijn talent gewezen en maakten ervan gebruik.  Vooral in Neurenberg vond hij mentoren en mecenassen.  In 1536 verloor Wolf zijn pa in een ongeval.  Wolf keerde plichtbewust terug naar Öttingen, om zich te bekommeren om zijn vier jaar jongere broer.  Die zou later een bekend arts worden.
Van 1537 tot 1539 studeerde Wolf in Wittenberg, het centrum van de reformatorische Verlichting en van het Humanisme in de Renaissance.  Melanchthon was een van zijn leraars.  Van 1543 tot 1545 was hij rector in Mühlhausen.  Hij keerde voor korte tijd als leraar terug naar Neurenberg.  Hij ging er weg na een aanval van waanzin.  Daarna reisde hij naar Tübingen, en dan naar Straatsburg.  In 1548 ging hij aan de slag te Bazel, waar hij Johannes Oporinus leerde kennen.  Deze werd voor hem een vriend en zou later zijn werken heruitgeven.
Van 1550 tot 1551 was hij Praeceptor, ofwel leraar Latijn, te Parijs, waar hij een nieuwe aanval van wanen en doodsangst kreeg.  Hij weigerde een professorenambt in de geschiedenis te Bazel en werd in 1551 secretaris en bibliothecaris bij Johann Jakob Fugger te Augsburg.  Fugger stamde uit een beroemde koopmansfamilie.  Literatuur en geschiedenis waren hem nog meer genegen dan zijn koopmanschap.  In zijn betrachting alle werken van betekenis uit de klassieke literatuur te verzamelen, vond hij in Wolf een bondgenoot.  Wolf woonde in zijn huis en ontving er een aanzienlijke vergoeding voor zijn werk.  Deze gebruikte Wolf bijna uitsluitend om zijn eigen boekenverzameling verder uit te breiden, waarvoor hij aanvankelijk zeer moeizaam had gespaard.  Ondanks zijn ondernemingszin was Fugger enkele jaren later zo diep in de schulden geraakt, dat hij werd opgesloten.
In 1557 aanvaardde Wolf de positie van rector van het Sint-Anna-Gymnasium en werd daarmee ineens stadsbibliothecaris van Augsburg. In deze hoedanigheid verwierf hij groot aanzien. Hij breidde de gegevensbank van de bibliotheek uit met belangrijke werken. Onder zijn leiding onderhield de stadsbibliotheek van Augsburg een eigen gebouw. Dit was het eerste alleenstaande bibliotheekgebouw van Duitsland. Reeds op jonge leeftijd was Wolf begonnen met de vertaling naar het Latijn, van Griekse teksten van belangrijke geleerden uit de Antieke Cultuur.  Bovendien verluchte hij deze met talrijke verklaringen, commentaren en verwijzingen. In 1548 en 1549 publiceerde Oporinus Wolfs becommentarieerde vertalingen van belangrijke werken van Isocrates en Demosthenes.  Wolf had zich voorgenomen om het gehele werk van Isocrates systematisch te vertalen.
Tevens was Wolf gefascineerd door de cultuur en wetenschap van het meer dan 1000 jaar oude Oost-Romeinse Rijk, dat als opvolger van het antieke Romeinse Rijk tot de Late Middeleeuwen gold als de dominante autoriteit van het avondland.  Het is aan zijn werk te danken dat vele geschriften uit deze tijd behouden bleven, zodat latere geschiedkundigen zijn werk als grondslag konden gebruiken voor een gedetailleerd begrip van dat tijdperk.  Hij vestigde het begrip ‘Byzantijnse Rijk’, gebaseerd op de naam van de voorchristelijke nederzetting Byzantium, op de resten waarvan de stad Constantinopel was ontstaan.  Dit begrip werd niet gebruikt door keizer Constantijn de Grote, noch door zijn opvolgers.  Naar hun idee vertegenwoordigden ze het Romeinse Rijk, en ze noemden zichzelf dan ook Romeinen.  (Grieks : Romaioi bzw. Ῥωμαῖοι)
Op het voorbereidend werk van Wolf berust veel later geleerd onderzoek, waaruit de autonome interdisciplinaire tak van de Byzantijnse literatuur voortkwam.  Na jarenlange spanningen en onderhandelingen met mogelijke kopers, verkocht Wolf in 1572 zijn persoonlijke boekenverzameling.  Hij vond erg belangrijk dat deze volledig en als geheel bewaard zou blijven.  Hij aanvaardde de prijs van 600 gulden, die hij ontving als een jaarlijkse rente van 30 gulden.
Hieronymus Wolf stierf in 1580 in Augsburg. De ongeveer 600 overgebleven banden van zijn persoonlijke verzameling, die volgens schattingen meer dan 1000 stuks had geteld, bevinden zich vandaag in de ‘Staatlichen Bibliothek Neuburg an der Donau’.

## Persoonlijkheid en psychische stoornissen
Wolf bleef nooit lang op dezelfde plaats. Geschiedkundigen besloten aan de hand van zijn autobiografie en persoonlijke notities dat hij aan een geestesaandoening leed, die hij waarschijnlijk aan zijn moeder ontleende. Hij had last van depressies, zelftwijfel en achtervolgingswaanzin. Hoewel hij contact had met persoonlijkheden van betekenis in zijn tijd, waaronder Melanchthon, Oporinus en Fugger, maar ook Tycho Brahe, beklaagde zich steeds over onvoldoende aanvaarding en spot.  Zijn waanbeelden sorteerden onder andere zijn paniekerige vlucht uit Neurenberg, waar hij zich eigenlijk goed voelde en waar hij graag gebleven was. Hij beeldde zich in dat men hem wilde vergiftigen, hij zag spinnen in zijn voedsel (dat dus behekst moest zijn) en vertoonde klinische symptomen.
Deze stoornissen werden versterkt door zijn vast geloof in magie en astrologie, opvattingen die door Wolf en veel van zijn tijdgenoten werden aangehangen. Hij leefde teruggetrokken, verdiept in zijn werk en vermeed mogelijk aangename gedachtewisselingen met studie- en vakgenoten, die wel degelijk de spot dreven met zijn wereldvreemdheid.
Hij vond zichzelf hatelijk.  Portretten door tijdgenoten tonen inderdaad een opmerkelijk uiterlijk. Wolf had één oog dat scheel keek, wat zijn gezichtsvermogen op latere leeftijd zou compromitteren. Tegenover vrouwen was hij steeds terughoudend en verlegen. Seksuele of andere platonische betrekkingen zijn van hem niet bekend. Pas laat, toen hij het huis van Fugger moest verlaten en zelf een huishouden moest inrichten, benaderde hij zijn huishoudster. Een huwelijk werd hem niet toegestaan door zijn werkgevers, de stadverantwoordelijken van Augsburg, wegens het verschil in stand. Hij leefde met haar samen tot aan zijn dood, en bleef kinderloos.
Een van de mecenassen van Wolf was Jakob Degen.